# Friedrich Knolle (Kupferstecher)
Johann Heinrich Friedrich Knolle (* 4. Mai 1807 in Braunschweig; † 6. Juli 1877 auf der Asse bei Wolfenbüttel) war ein deutscher Kupferstecher.

## Leben und Werk

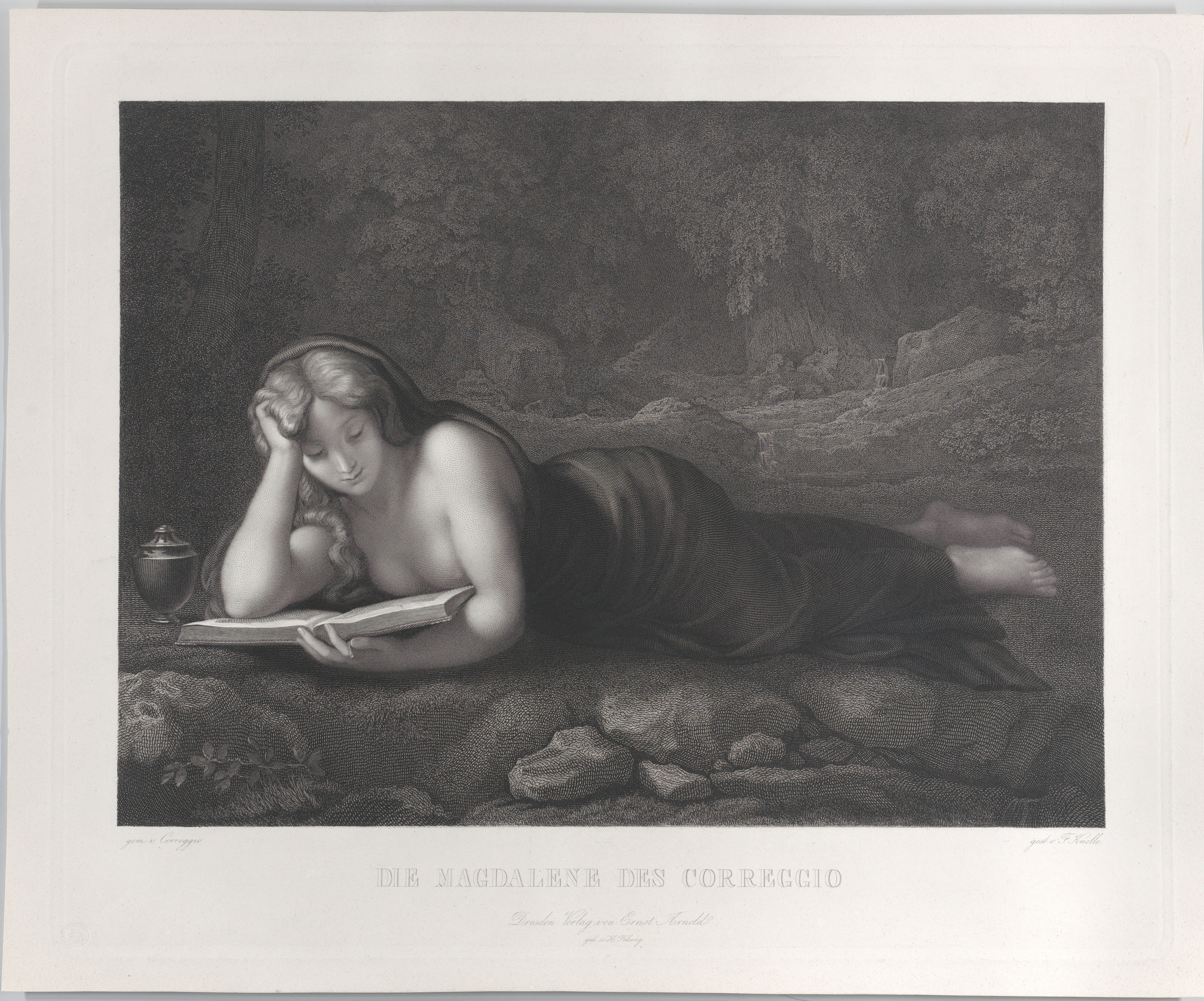
Die Magdalene des Correggio, Kupferstich nach Antonio da Correggio, The Met

Knolle war der Sohn eines Ministerialbeamten. Er besuchte zunächst das Martino-Gymnasium in Braunschweig, ehe er eine Ausbildung als Stecher und Zeichner bei dem Maler, Kupfer- und Stahlstecher Friedrich Barthel und bei Carl W. Schenk absolvierte. Von 1831 bis 1838 lernte er bei Pietro Anderloni in Mailand, besuchte dann Dresden, London und Paris und trat zuerst mit einem Stich nach Theodor Hildebrandts Gemälde Tod der Söhne Eduards IV., König von England auf, der ihn vorteilhaft bekannt machte. Nachdem er nach Braunschweig zurückgekehrt war, wurde ihm dort 1845 der Titel eines Professors verliehen. Seit 1868 trug er zudem als Inspektor des Herzoglichen Museums in Braunschweig, dem heutigen Herzog Anton Ulrich-Museum, die Verantwortung für das Kupferstichkabinett, dessen Neuordnung er sich widmete.
Zu seinen übrigen Hauptblättern in Linienmanier gehören:
- Magdalena nach Correggio,
- Himmelfahrt Mariä nach Murillo,
- Der Zinsgroschen (1843) nach Tizian,
- Die heil. Cäcilia und Christus, das Brot brechend, nach Carlo Dolci,
- Die Geburt Christi nach Carlo Maratti (sämtlich in Dresden),
- Der Frühling nach Bernhard Plockhorst.

Weitere Blätter waren
- Die Ermordung der Söhne Eduards IV. (1840) nach Theodor Hildebrandts,
- Bildnis der Herzogs Wilhelm von Braunschweig (1856) nach Gustav Adolf Barthel

Er starb am 6. Juli 1877.